# 志志目徹
志志目徹（Shishime Toru，1992年3月8日—）生於宮崎縣都城市，是一名日本柔道運動員，曾獲得2015年世界柔道錦標賽男子60公斤級銅牌。妹妹志志目愛也是柔道運動員。

## 外部連結
- JudoInside.com （页面存档备份，存于）
- 志志目徹的X（前Twitter）
- 志志目徹的Instagram帳戶